# Journal d'un prêtre ouvrier
Pour plus de détails, voir Fiche technique et Distribution.
Journal d'un prêtre ouvrier est un téléfilm français de Maurice Failevic réalisé en 1976.

## Synopsis
À la suite de l'exode rural, l'église d'un petit village du Nord se vide. c'est ainsi que le prêtre ouvrier Georges Gauthier décide de suivre les jeunes de son pays vers la ville et de redonner un sens à sa vocation première en vivant la même vie que les ouvriers dans une usine métallurgique.

## Fiche technique
- Réalisation : Maurice Failevic
- Scénario : Maurice Failevic et Maurice Vidal
- Costumes : Lisele Roos
- Musique : Francis Lemarque
  - Chanson du film Le Chômage interprétée par Francis Lemarque, paroles de Georges Coulonges
- Photographie : Charlie Gaeta
- Société de production :  FR3 Lille
- Pays d'origine :  France
- Année : 1976
- Production : FR3
- Genre :  Drame
- Durée : 1h40
- Date de diffusion : 
  - France - 1er décembre 1976 sur FR3

## Distribution
- Gérard Dauzat : le prêtre ouvrier Georges Gauthier
- Ronny Coutteure : Doudou
- Fernand Guiot : Albert
- Serge Martel : Pierrot
- Bernard Mongourdin : Daniel
- Jean Pascal : Dédé
- Michel Alban : Jacques
- Pierre Benedetti : Paul
- Bernard Claude : Emile
- Jenny Cleve : la voisine
- Robert Deconinck : Michel
- Germaine Delbat : la paroissienne
- Raphaël Delpard (crédité Raphaël Delpardt) : le chef d'atelier
- Jacques Galland : Louis
- Josette Hemsen : Colette
- Françoise Hotton : une secrétaire
- Fernand Kindt : le directeur
- Gérard Lemaire : Claude